# Parafia Trójcy Świętej i Wszystkich Świętych w Goręczynie
Parafia Trójcy Świętej i Wszystkich Świętych w Goręczynie – rzymskokatolicka parafia w Goręczynie. Należy do dekanatu kartuskiego znajdującego się w diecezji pelplińskiej. Erygowana w 1240 roku. 

## Proboszczowie
- ks. Antoni Priss (1939-1965)
- ks. Edmund Kosznik (1965-1991)[3]

- ks. Hubert Kitowski (1991– )[4][5]

## Obszar parafii
Do parafii należą wsie: Egiertowo, Goręczyno, Ostrzyce, Ramleje, Rąty, Sławki, Starkowa Huta.